# Ерхан, Михаил Дмитриевич
Михаил Дмитриевич Ерхан (1861 — после 1913) — русский священник, композитор и дирижёр.

## Биография
Родился 8 августа 1862 года в местечке Бачой Кишинёвского уезда Бессарабской губернии (ныне Молдавии) в семье псаломщика.
Первоначально обучался в Кишиневской духовной семинарии, не окончив 4-й класс которой, Михаил в 1885 году он пошёл на службу псаломщиком в Харьковскую епархию. 20 августа этого же года он был определён преосвященным Геннадием — епископом Сумским, викарием Харьковской епархии, на место штатного псаломщика Николаевской церкви города Ахтырки, где служил по 1888 год. Осенью 1890 года, с разрешения преосвященного Александра — епископа Тамбовского и Шацкого, Михаил Ерхан стал учителем церковного пения в Тамбовской духовной семинарии. В январе 1893 года он стал регентом церковного хора  Знаменской церкви и был назначен управлять Тамбовским архиерейским хором. Жители Тамбова хорошо отзывались о выступлениях хоров под управлением Ерхана, так 1893 году в отзывах на выступления архиерейского хора сообщалось:

«Коллектив подготовлен был прекрасно… даже такие трудные духовно-музыкальные произведения, как, например, четырехголосный концерт Дегтярёва «Днесь Владыка твари» или в особенности четырехголосный концерт Бортнянского «Скажи ми, Господи, кончину мою», исполнены были с замечательным искусством».

Одновременно, с 17 мая 1893 года, он исполнял обязанности псаломщика в церкви тамбовского Мариинского детского приюта. Был одним из руководителей организованных Тамбовской духовной семинарией курсов церковного пения и дидактики для учителей церковно-приходских школ Тамбовской епархии. К числу его собственных сочинений этого времени относятся песнопения «О, Всепетая Мати» и «Благослови, душе моя, Господа».
15 марта 1896 года Михаил Ерхан был рукоположён в сан священника и назначен к семинарской церкви. Когда в 1898 году в Донской епархии скончался регент архиерейского хора и учитель церковного пения Донской духовной семинарии — священник Василий Костенко, Ерхану было предложено возглавить Донской архиерейский хор. В феврале этого же года он перешел в клир Донской епархии, а также был назначен регентом архиерейского хора и штатным священником церкви Рождества Богородицы хутора Мишкин (ныне  Малый Мишкин), где располагался Донской архиерейский дом. Несколько позже отец Михаил получил назначение на место учителя пения Донской духовной семинарии. Так с 1898 года началось служение священника и регента Михаила Дмитриевича Ерхана в городе Новочеркасске — столице Области Войска Донского и центре Донской епархии. В марте 1901 он, помимо музыкальных обязанностей, был назначен на должность казначея Донского архиерейского дома. В 1903 году отец Михаил покинул Донскую духовную семинарию и перешел на должность учителя пения Новочеркасской учительской семинарии. 
Был награждён: 21 сентября 1897 года — набедренником, 24 сентября 1901 года — фиолетовой камилавкой, 6 мая 1909 года — бархатной камилавкой, 6 мая 1913 года — наперсным крестом.
Вместе с супругой Варварой Николаевной Михаил Ерхан имел двух дочерей — Валентину (род. 13 января 1894 года) и Ольгу (род. 23 апреля 1895 года). О дальнейшей его судьбе после 1913 года сведений нет.